# Рота, Пол
Пол Рота (англ. Paul Rotha, настоящая фамилия Пол Томпсон англ. Paul Thompson, 3 июня 1907, Лондон — 7 марта 1984, Воллингфорд, Оксфордшир) — английский режиссёр, сценарист, продюсер, историк и теоретик кино. Прежде всего известен как режиссёр-кинодокументалист, но поставил и несколько игровых картин. Один из основателей (совместно с Джоном Грирсоном) влиятельной английской документальной школы, представитель социального кино. Автор нескольких книг о кинематографе.

## Биография
Родился 3 июня 1907 года в Лондоне. С 1923 года по 1925 год учился в художественной школе. Увлекался фотографией и книжной графикой. В 1928 году был принят на работу в художественный отдел кинокомпании British International Pictures. В 1931 году сотрудничал с режиссёром Джоном Грирсоном в киноотделе при Британской торговой палате. Грирсон является признанным основоположником, идеологом и лидером «школы английского документального кино», которую часто называют «школой Грирсона». Несмотря на то, что деятельность их группы (Грирсон, Бэзил Райт, Эдгар Энсти, Гарри Уотт, Александр Шоу, Артур Элтон и др.) связывают с показом социальных проблем, Рота отрицал, что в условиях зависимости от правительственного и корпоративного финансирования, им удалось снять подлинно глубокие общественно-политические фильмы (за некоторыми исключениями).
С 1932 года полностью посвятил себя кинематографу, где работал в качестве режиссёра, продюсера, сценариста. С 1941 года по 1944 год возглавлял кинокомпанию «Paul Rotha Productions», сняв в этот период более 150 фильмов. С 1944 года по 1947 год — руководитель компании «Films Of Fact», создав в это время более 50 фильмов. В 1953—1955 годах — руководитель отдела документального кино телекомпании Би-би-си.
Снимал фильмы во многих странах мира и на нескольких континентах. Основные документальные фильмы: «Контакт» (1932), «Лицо Британии» (1935), «Мир изобилия» (1943), «Земля обетованная» (1944), «Мир богат» (1947). Несмотря на то, что считал документальное кино основной сферой своих интересов, которое, по его мнению, должно «отображать мир человека и его общественные отношения», поставил также несколько игровых картин, среди которых можно назвать: остросоциальный фильм «Нет места для отдыха» (1951) и криминальную драму «Кошка и мышка» (1958). В 1962 году создал монтажный документальный фильм «Жизнь Адольфа Гитлера», который в рекламе представлялся, как такой, в который вошёл материал «из 48-миллионного метража 13-ти разных стран мира». Историк кино Джей Лейда писал, что его мог снять только настоящий мастер, а сам фильм получился «поистине выдающимся», а кропотливый и продуманный отбор материала, свидетельствует о «незаурядном упорстве и мастерстве режиссёра».
Основные работы по истории мирового кино: «История кино до наших дней» (1949), «Документальный фильм» (1936, 1952), «Рота о кино» (1958), автор биографических книг о Сергее Эйзенштейне (соавтор; 1948) и Роберте Флаэрти (1983).

## Личная жизнь
В 1974 году женился на английской и американской киноактрисе ирландского происхождения Констанс Смит. Пара вела бурный, беспорядочный образ жизни, отмеченный влиянием алкоголизма и финансовых проблем. Так, ещё до брака, Смит в 1961, 1968 и 1975 годах было предъявлено обвинение в нападении на Роту с применением ножа и нанесении ему телесных повреждений, за что она дважды приговаривалась к тюремному заключению. Умер Пол Рота 7 марта 1984 года в Воллингфорде, графство Оксфордшир. Его жена, жившая в крайней нужде, умерла 30 июня 2003 года в Лондоне.

## Избранная фильмография

### Режиссёр документальных фильмов
- 1931 — Австралийские вина / Australian Wines (к/м)
- 1932 — Встреча / Contact (к/м)
- 1935 — Лицо Британии / The Face of Britain (к/м)
- 1935 — Верфь / Shipyard (к/м)
- 1936 — Люди Британии / People of Britain (к/м)
- 1937 — Восточная долина / Eastern Valley (к/м)
- 1940 — Четвёртое сословие / The Fourth Estate
- 1943 — Мир изобилия / World of Plenty (к/м)
- 1945 — Земля обетованная / The Promised Land
- 1945 — Тотальная война в Британии / Total War in Britain (к/м)
- 1946 — Говорит город / A City speaks
- 1947 — Мир богат / The World Is Rich
- 1953 — Мир без конца / World without End (совместно с Бэзилом Райтом)
- 1959 — Колыбель гения / Cradle of Genius
- 1961 — Жизнь Адольфа Гитлера / Life of Adolf Hitler